# Mephitis macroura
La moffetta dal cappuccio (Mephitis macroura) è simile alla moffetta striata, ma si può distinguere da quest'ultima per la coda più lunga e per il mantello più denso e soffice. Un ciuffo di peli bianchi intorno al collo dà a quest'animale il nome comune. I peli del dorso sono quasi tutti bianchi, mentre quelli del ventre sono neri; esiste, tuttavia, una vasta gamma di varianti di questi due colori. In un tipo, ad esempio, il dorso è completamente bianco, mentre in un altro il dorso, nero, è attraversato da due strisce longitudinali bianche.

## Distribuzione
La patria principale di questo animale è il Messico, ma si può trovare anche in America Centrale e negli Stati Uniti sud-occidentali. Vive nelle praterie, negli altopiani desertici e ai piedi dei monti, ma evita zone più elevate. Tende a vivere nei pressi dell'acqua ed è facile rinvenirla lungo il corso dei fiumi.

## Biologia
Questa moffetta si nutre soprattutto di vegetali, specialmente opunzie, ma anche di insetti e piccoli roditori. Trascorre il giorno all'interno della tana o in un nido ricoperto dalla vegetazione ed è attiva solo di notte. Si riproduce alla fine dell'inverno; le femmine possono partorire fino a tre piccoli.